# (52293) Mommsen
(52293) Mommsen (1990 TQ3) – planetoida z pasa głównego asteroid okrążająca Słońce w ciągu 5,67 lat w średniej odległości 3,18 j.a. Odkryta 12 października 1990 roku.